# DuckDuckGo
DuckDuckGo er en onlinesøgemaskine, som lægger vægt på ikke at gemme oplysninger og accepterer brugerens privatsfære.